# Marcus Junius Brutus
Pour les articles homonymes, voir Iunius Brutus.
Marcus Junius Brutus Cæpio, dit Brutus, né vers 85 av. J.-C. à Rome et mort le 23 octobre 42 av. J.-C. à Philippes, est un sénateur romain, juriste et philosophe de la fin de la République romaine. Bien qu'ayant bénéficié de la faveur et du  soutien de Jules César dans sa carrière politique, il rejette ses tendances monarchiques et devient l'un des principaux instigateurs de son assassinat en -44.
Brutus possède à la fois l'image du traître, pour sa participation à la mort de César après qu'il lui a pardonné son adhésion au parti de Pompée, et celle de l'homme vertueux, pour avoir préféré le salut de la République au sien. Plutarque dresse de lui un portrait tragique et vertueux, constatant que « même ceux qui lui veulent du mal pour ce qu'il conjura à l'encontre de César, s'il y a eu aucune chose généreuse faite en toute la conjuration, l'attribuent à Brutus ».

## Biographie

### Origine
Brutus prétend descendre de Lucius Junius Brutus qui, en -509, après le viol de Lucrèce, renverse le dernier roi de Rome, Tarquin le Superbe, et, de ce fait, fonde la République romaine. Bien que Plutarque ait rapporté et approuvé cette ascendance traditionnelle, il énonce aussi une origine plus prosaïque : selon certains, il est issu d'une « maison populaire », Junius Brutus n'ayant pas eu de descendance, car il a lui-même fait périr ses enfants.
Son père légitime est Marcus Junius Brutus, partisan de Marius, et sa mère Servilia Cæpionis, demi-sœur de Caton d'Utique. Il naquit en 85 av. J.-C. et tient de son oncle, qui l'adopte, son deuxième cognomen de Cæpio[réf. nécessaire]. « Il a successivement un père légitime (M. Junius Brutus) et un père adoptif (Q. Servilius Cæpio), ainsi que deux beaux-pères (Ap. Claudius Pulcher, M. Porcius Cato), le second ayant également joué auprès de lui le rôle de père nourricier ».
Contrairement à une idée répandue et à une rumeur rapportée par Plutarque, Brutus n'a jamais été adopté par Jules César. L'hypothèse selon laquelle il serait le fils naturel de Jules César, affirmée par Plutarque, est également rejetée par les historiens modernes.

### Jeunesse et carrière
Brutus passe une grande partie de sa jeunesse en Grèce à étudier la philosophie.
Il est envoyé à Chypre en -58/-57 avec Caton d'Utique (Marcus Porcius Cato), son oncle, qui l'élève, pour organiser l'annexion de l'île. Brutus y fait preuve de bonté envers la ville de Salamine de Chypre qui ployait sous les dettes. Il revient à Rome enrichi et commence son cursus honorum. Il obtient en -53 la questure en Cilicie où il s'enrichit encore plus. Sa conduite est ensuite dénoncée par Cicéron.
La république agonisante est l'objet d'une lutte entre Jules César d'une part, et le Sénat, sous la protection de Pompée, de l'autre. Brutus suit le parti de Pompée dans la guerre civile (bien que Pompée ait fait exécuter son père lorsque Brutus était enfant), pensant que c'était dans ce parti qu'il serait le plus utile à Rome, et combat César à la bataille de Pharsale (-48). Choisissant d'oublier cet épisode, César, qui, d'après Plutarque, le considérait comme son propre fils, l'appelle auprès de lui après sa victoire, et le comble de faveurs. César lui fait gravir les échelons du cursus honorum traditionnel. Il est nommé gouverneur de Gaule cisalpine pour -46/-45, puis préteur urbain pour l'année -44, préféré alors à son concurrent, Caius Cassius Longinus, lui aussi futur assassin de César, qui est nommé préteur pérégrin. Ces faveurs « intéressées » ne l'empêchent pas de garder ses idéaux vertueux et républicains.

### Assassinat de César

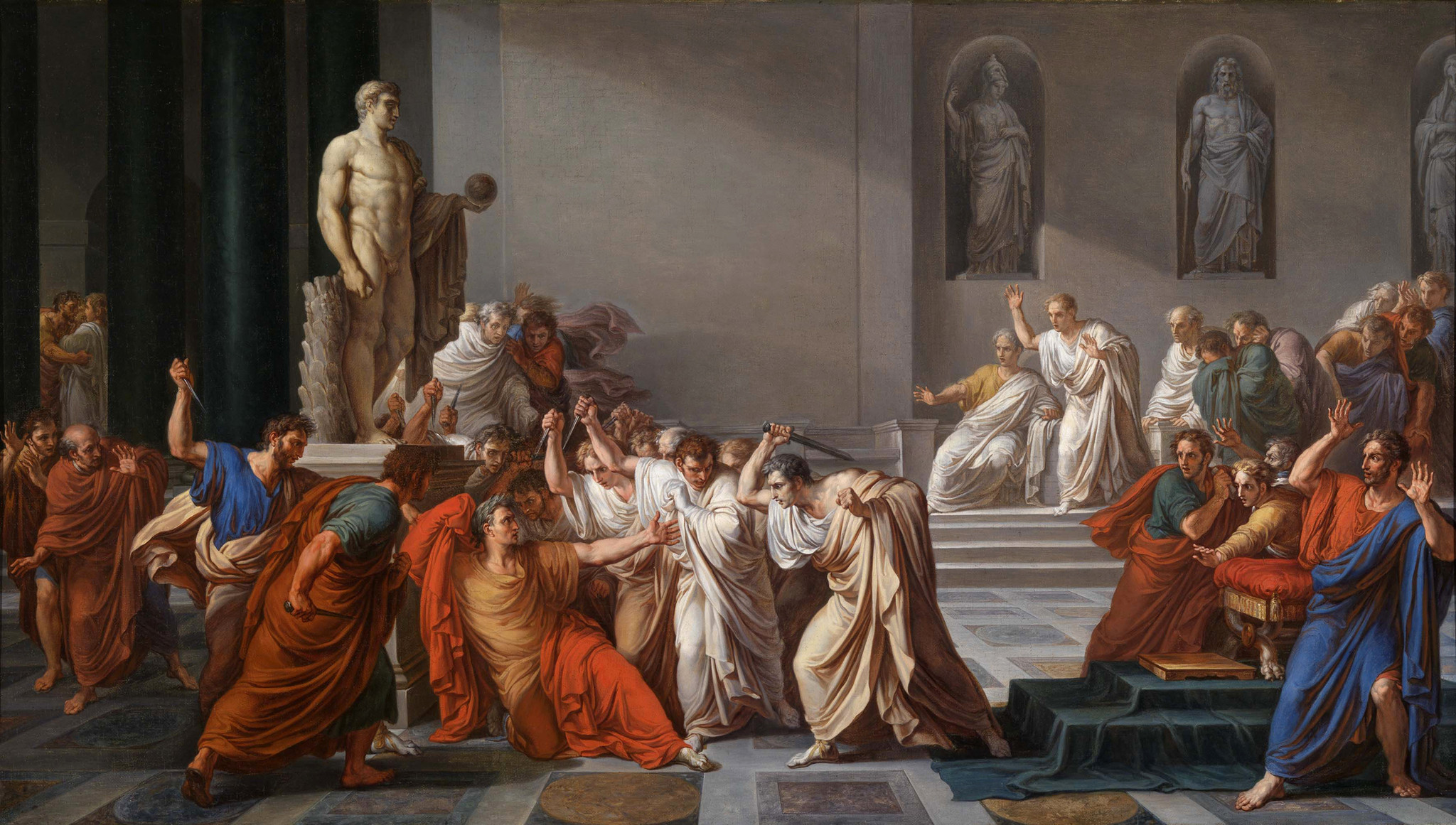
Assassinat de César par Vincenzo Camuccini.

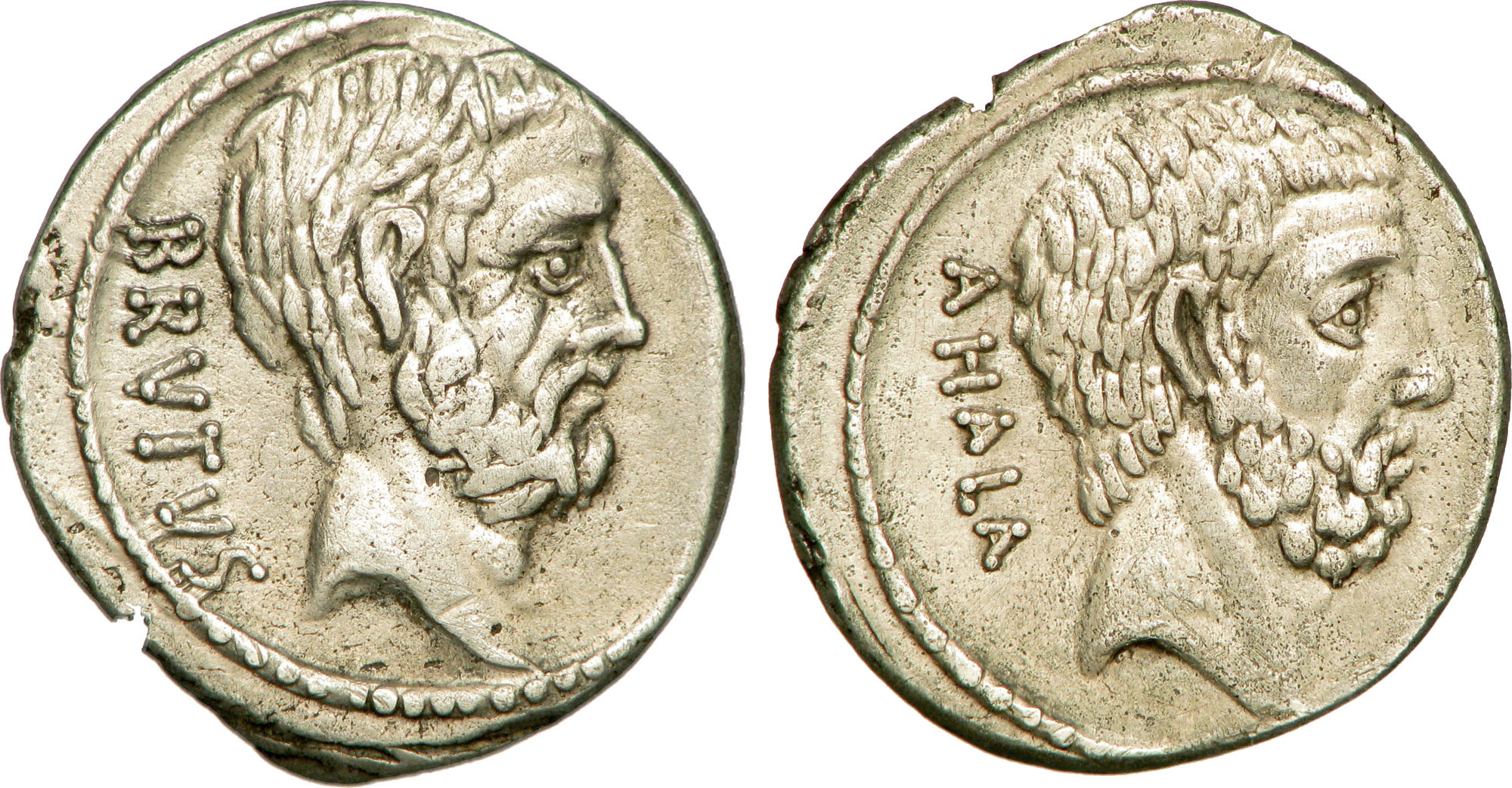
Denier à l'effigie de Brutus et d'Ahala. Date : 54 av. J.-C. Description avers : tête nue et barbue de Brutus l'ancien à gauche. Description revers : tête nue et barbue d'Ahala à droite.

Devenu préteur, son tribunal est constamment couvert de lettres lui enjoignant d'être digne du nom de Brutus, son aïeul revendiqué, qui avait mis fin à la période royale de Rome, tandis qu'on soupçonne César de vouloir se faire proclamer roi. Restant fermement républicain malgré les faveurs de César, il participe à l'organisation de l'attentat contre le dictateur avec Cassius Longinus, Publius Servilius Casca, Cimber Tillius et Decimus Junius Brutus Albinus, autre ami de César. Les conjurés font valoir la fidélité de Brutus aux idéaux de ses ancêtres.
Aux Ides de Mars, il est présent au Sénat et donne un coup de poignard à César, mais refuse que les conjurés assassinent également Marc Antoine. César, au moment de mourir, le voyant au nombre des conjurés, se serait alors écrié en grec « καὶ σύ, τέκνον » (« Kaì sú, téknon », en latin « Tu quoque mi fili »), signifiant « Toi aussi, mon fils ».

### Lutte contre lestriumvirs, bataille de Philippes et mort
Après ce meurtre et sous la pression des partisans de César, Brutus se réfugie sur le Capitole avec les conjurés et finit par rejoindre Athènes, puis sa province de Crète. Contrairement à Cassius, il fait preuve de clémence et de modération pendant les sièges de villes en Orient, en tentant notamment de protéger les édifices. Poursuivi par Marc Antoine qui veut venger à la fois la mort de César et celle de son propre frère, Caius Antonius, assassiné sur les ordres de Cassius et Brutus en représailles de la mort de Cicéron (43), il rejoint Cassius. La bataille décisive les oppose à Marc Antoine et Octave dans la plaine de Philippes, dans la province de Macédoine. Dans un premier temps, les troupes de Brutus s'emparent du camp d'Octave, tandis qu'Antoine massacre les légions de Cassius qui, persuadé de la défaite de Brutus, se suicide.
À nouveau vaincu trois semaines plus tard par Antoine (et Octave dans une moindre mesure), Brutus se suicide. On dit qu'il se serait écrié en mourant, le 23 octobre 42 av. J.-C. : « Vertu, tu n'es qu'un mot ! » ; mais ces paroles de désespoir n'ont rien d'historique. En apprenant la nouvelle, sa veuve, Porcia, la fille de Caton d'Utique, se serait suicidée en avalant des charbons ardents, mais ce point est discuté. Robert Garnier a composé une tragédie sur ce sujet : Porcie (1568). La dépouille de Brutus est envoyée à ses vainqueurs.
On peut dire que sa mort marque définitivement la fin de la République. Octave et Antoine affirment leur pouvoir avant de se déchirer eux-mêmes.

### Activité littéraire
Brutus cultive un très grand intérêt pour les lettres et la philosophie. On l'a souvent considéré comme un adepte du stoïcisme, mais il se situe en réalité davantage dans l'héritage de Platon et de l'Académie et peut y puiser des raisons d'intervenir contre César.
Il compose un éloge de son oncle et beau-père Caton d'Utique et d'autres ouvrages qui ne nous sont pas parvenus, en particulier un De virtute et un De patientia - il ne reste toutefois de lui que quelques lettres à Cicéron et à Atticus. Cicéron lui a dédié plusieurs de ses traités philosophiques : Paradoxes des stoïciens, De finibus bonorum et malorum, De Natura Deorum, les Tusculanes, et de ses traités sur l'art oratoire : De claris oratoribus et Orator ad Brutum. Plutarque a écrit sa Vie.

### La mort de Brutus

#### Le dernier discours de Brutus
Brutus s'exprimant à ses troupes, pour la dernière fois :
« Ce m'est une très grande joie, en cet instant, de constater que je n'ai été trahi par aucun de mes amis. Si j'avais des reproches à faire, je n'en ferais qu'à la Fortune. Non pour moi, mais pour ma patrie. Car je m'estime, pour ma part, plus heureux que nos vainqueurs. Dans le passé comme aujourd'hui, oui, je suis plus heureux qu'ils ne le seront jamais.
Je laisserai au moins une réputation de vertu. De cela, ils ne triompheront jamais par les armes. Et tout leur argent ne parviendra pas à la ternir cette vertu. Ils ne pourront empêcher la postérité de voir en eux des individus méchants et injustes, qui auront mis à mort des hommes de bien, loyaux et justes, dans le but d'usurper un pouvoir auquel ils n'avaient aucun droit.
 »
— Plutarque, Vie de Brutus LX, 52.

#### Sa mort vue par les historiens de l'Antiquité
La mort de Brutus a été relatée par les historiens de l'Antiquité :
« Renonçant à sauver sa vie et croyant indigne de lui d’être pris, il se réfugia, lui aussi, dans la mort. Après s’être écrié, comme Hercule : « malheureuse vertu ! tu n’étais qu’un mot ; je te cultivais comme une réalité, et tu étais l’esclave de la fortune » ; […] Il pria un de ceux qui se trouvaient avec lui de le tuer. »
— Dion Cassius, 47, 49
« […] puis il se retira à l’écart avec deux ou trois personnes seulement, dont Straton. Il l'avait connu en étudiant la rhétorique. Il approcha le plus près de lui, et prenant son épée à deux mains par le manche, il se laissa tomber de son haut sur la pointe, et il se tua ainsi. »
— Plutarque, Vie de Brutus, 63
« Lors Brutus se retournant vers ses amis, leur parla ainsi : « Puis qu’il en est donc ainsi, je ne suis plus utile en quoi que ce soit à ma patrie. » Alors il appela un de ses principaux amis, nommé Straton, et il le pria de vouloir avancer sa mort. Et voyant que ce Straton temporisait et voulait le persuader d'adopter de meilleures pensées, il appela l’un de ses esclaves pour exécuter ce projet. Alors Straton lui dit : « En donnant ce dernier ordre, tu ne manqueras pas davantage d'un ami que d'un esclave ! » Et aussitôt, il lui fit passer son épée à travers le corps, sans que Brutus se retirât ni ne remuât. »
— Appien, 4, 17

## Personnage littéraire

### Marc Aurèle rend hommage à Brutus
« De Sévère : l'amour de la famille, de la vérité et de la justice, et grâce à lui la découverte de Thraséas, Helvidius, Caton, Dion et Brutus, la notion d'un gouvernement démocratique, fondé sur l'égalité et le droit d'expression, et d'un empire respectant par-dessus tout la liberté de ses sujets ; mais aussi le culte constant et régulier de la philosophie, la bienfaisance, la libéralité, l'espérance et la foi en l'amitié, la franchise envers ceux qu'il désapprouvait et la transparence envers ses amis, qui n'avaient jamais à s'interroger sur ce qu'il voulait. »
Marc Aurèle, Écrits pour lui-même, 14.
- L'empereur Marc Aurèle fut stoïcien, il semble associer ici Dion à Brutus, tous deux platoniciens, comme l'avait fait avant lui Plutarque[8].

### LaDivine Comédie, de Dante
Dans la Divine Comédie, Dante accompagné de Virgile, descend aux Enfers, qu'il dépeint comme organisé en différents cercles. Le premier cercle accueille les auteurs de crimes dont la gravité est jugée moindre, jusqu'au neuvième cercle, où sont punis les traîtres. Trois traîtres sont dans la gueule de Lucifer : Judas Iscariote, traître envers Jésus, donc traître suprême, Brutus et Cassius, traîtres envers Jules César, donc envers l'autorité impériale.

### Tragédies françaises
Brutus apparaît dans trois tragédies humanistes françaises :
- Iulius Cæsar de Marc-Antoine Muret (1553)
- César de Jacques Grévin (1560)
- Cornélie de Robert Garnier (1574)

### Shakespeare
Brutus apparaît dans la pièce de William Shakespeare, Jules César, voici un extrait de Brutus s'expliquant devant le peuple romain :

« BRUTUS : S'il y a parmi vous quelque vrai ami de César, eh bien, qu'il sache que l'amour que Brutus portait à César n'était pas moindre que le sien. Et s'il me demande pourquoi Brutus s'est dressé contre César, voici ma réponse : je n'aimais pas César moins, j'aimais Rome davantage. Préférez-vous César vivant et mourir esclaves ? ou César mort, et tous vivre libres ? César m'aimait et je le pleure. Il connut le succès, je m'en réjouis. Il fut vaillant, je l'honore. Mais il fut ambitieux et je l'ai tué. Pour son amitié, des larmes. Pour sa fortune, un souvenir joyeux. Pour sa valeur, du respect. Et pour son ambition, la mort. Qui parmi vous est assez vil pour accepter d'être esclave ? Si un tel existe, qu'il parle. Car lui, je l'ai offensé. Qui est assez grossier pour ne pas désirer d'être un Romain ? Si un tel être existe, qu'il parle. Car lui, je l'ai offensé. Qui est abject au point de n'aimer son pays ? Si un tel homme existe, qu'il parle. Car lui, je l'ai offensé. Je m'arrête et j'attends.
TOUS : Personne Brutus, personne !
BRUTUS : Alors, je n'ai offensé personne. Je n'ai rien fait à César que vous ne feriez à Brutus. »

### Astérix le Gaulois
Dans la bande dessinée Astérix, Brutus est présenté comme le fils adoptif et unique héritier de César. César lui lance très souvent « Tu quoque mi fili » ou « Toi aussi, mon fils » dans des circonstances dont la légèreté contraste avec les circonstances historiques de cette phrase — comme aller déjeuner dans La Zizanie —. Dans Les Douze Travaux d'Astérix, on peut voir Brutus siéger avec les conseillers de César et « jouer » constamment avec un couteau. Jules César finit par lui dire : « Brutus ! Cesse de jouer avec ce couteau ! Tu finiras par blesser quelqu'un ! » (il se blesse effectivement lui-même). Il est le principal antagoniste dans Le Fils d'Astérix, où il veut enlever l'enfant en question et finit par brûler le village des irréductibles. Son physique change au fil des cinq albums où il apparaît : dans Astérix gladiateur, il a un visage carré qui s'allonge dans La Zizanie et Le Devin ; et enfin Le Fils d'Astérix le présente sous les traits de Tony Curtis.
Il est interprété dans les adaptations au cinéma de cette série successivement par Didier Cauchy, Victor Loukianenko et Benoît Poelvoorde.

### Arbre généalogique
|  |  | Salonia (2)         | Salonia (2)         | Salonia (2)         | Salonia (2)         | Salonia (2)                    | Salonia (2)                    |                                |                                | Caton l'Ancien                 | Caton l'Ancien                 | Caton l'Ancien | Caton l'Ancien | Caton l'Ancien                 | Caton l'Ancien                 |                                |                                | Licinia (1)                    | Licinia (1)                    | Licinia (1)              | Licinia (1)              | Licinia (1)              | Licinia (1)              |                      |                      |                      |                      |                    |                    |                    |                    |             |             |                                    |                                    |                                    |                                    |                                    |                                    |               |               |                              |                              |                              |                              |                              |                              |                         |                         |                          |                          |                          |                          |                          |                          |              |              |                                 |                                 |                                 |                                 |                                 |                                 |                        |                        |                        |                        |  |  |  |  |  |  |  |  |  |  |  |  |  |  |  |  |  |  |  |  |  |  |
|  |  | Salonia (2)         | Salonia (2)         | Salonia (2)         | Salonia (2)         | Salonia (2)                    | Salonia (2)                    |                                |                                | Caton l'Ancien                 | Caton l'Ancien                 | Caton l'Ancien | Caton l'Ancien | Caton l'Ancien                 | Caton l'Ancien                 |                                |                                | Licinia (1)                    | Licinia (1)                    | Licinia (1)              | Licinia (1)              | Licinia (1)              | Licinia (1)              |                      |                      |                      |                      |                    |                    |                    |                    |             |             |                                    |                                    |                                    |                                    |                                    |                                    |               |               |                              |                              |                              |                              |                              |                              |                         |                         |                          |                          |                          |                          |                          |                          |              |              |                                 |                                 |                                 |                                 |                                 |                                 |                        |                        |                        |                        |  |  |  |  |  |  |  |  |  |  |  |  |  |  |  |  |  |  |  |  |  |  |
|  |  |                     |                     |                     |                     |                                |                                |                                |                                |                                |                                |                |                |                                |                                |                                |                                |                                |                                |                          |                          |                          |                          |                      |                      |                      |                      |                    |                    |                    |                    |             |             |                                    |                                    |                                    |                                    |                                    |                                    |               |               |                              |                              |                              |                              |                              |                              |                         |                         |                          |                          |                          |                          |                          |                          |              |              |                                 |                                 |                                 |                                 |                                 |                                 |                        |                        |                        |                        |  |  |  |  |  |  |  |  |  |  |  |  |  |  |  |  |  |  |  |  |  |  |
|  |  |                     |                     |                     |                     | Marcus Porcius Cato Salonianus | Marcus Porcius Cato Salonianus | Marcus Porcius Cato Salonianus | Marcus Porcius Cato Salonianus | Marcus Porcius Cato Salonianus | Marcus Porcius Cato Salonianus |                |                | Marcus Porcius Cato Licinianus | Marcus Porcius Cato Licinianus | Marcus Porcius Cato Licinianus | Marcus Porcius Cato Licinianus | Marcus Porcius Cato Licinianus | Marcus Porcius Cato Licinianus |                          |                          |                          |                          |                      |                      |                      |                      |                    |                    |                    |                    |             |             | Marcus Livius Drusus               | Marcus Livius Drusus               | Marcus Livius Drusus               | Marcus Livius Drusus               | Marcus Livius Drusus               | Marcus Livius Drusus               |               |               |                              |                              |                              |                              |                              |                              |                         |                         |                          |                          |                          |                          |                          |                          |              |              |                                 |                                 |                                 |                                 |                                 |                                 |                        |                        |                        |                        |  |  |  |  |  |  |  |  |  |  |  |  |  |  |  |  |  |  |  |  |  |  |
|  |  |                     |                     |                     |                     | Marcus Porcius Cato Salonianus | Marcus Porcius Cato Salonianus | Marcus Porcius Cato Salonianus | Marcus Porcius Cato Salonianus | Marcus Porcius Cato Salonianus | Marcus Porcius Cato Salonianus |                |                | Marcus Porcius Cato Licinianus | Marcus Porcius Cato Licinianus | Marcus Porcius Cato Licinianus | Marcus Porcius Cato Licinianus | Marcus Porcius Cato Licinianus | Marcus Porcius Cato Licinianus |                          |                          |                          |                          |                      |                      |                      |                      |                    |                    |                    |                    |             |             | Marcus Livius Drusus               | Marcus Livius Drusus               | Marcus Livius Drusus               | Marcus Livius Drusus               | Marcus Livius Drusus               | Marcus Livius Drusus               |               |               |                              |                              |                              |                              |                              |                              |                         |                         |                          |                          |                          |                          |                          |                          |              |              |                                 |                                 |                                 |                                 |                                 |                                 |                        |                        |                        |                        |  |  |  |  |  |  |  |  |  |  |  |  |  |  |  |  |  |  |  |  |  |  |
|  |  |                     |                     |                     |                     |                                |                                |                                |                                |                                |                                |                |                |                                |                                |                                |                                |                                |                                |                          |                          |                          |                          |                      |                      |                      |                      |                    |                    |                    |                    |             |             |                                    |                                    |                                    |                                    |                                    |                                    |               |               |                              |                              |                              |                              |                              |                              |                         |                         |                          |                          |                          |                          |                          |                          |              |              |                                 |                                 |                                 |                                 |                                 |                                 |                        |                        |                        |                        |  |  |  |  |  |  |  |  |  |  |  |  |  |  |  |  |  |  |  |  |  |  |
|  |  |                     |                     |                     |                     | Marcus Porcius Cato (2)        | Marcus Porcius Cato (2)        | Marcus Porcius Cato (2)        | Marcus Porcius Cato (2)        | Marcus Porcius Cato (2)        | Marcus Porcius Cato (2)        |                |                |                                |                                |                                |                                |                                |                                |                          |                          |                          |                          |                      |                      | Livia Drusa          | Livia Drusa          | Livia Drusa        | Livia Drusa        | Livia Drusa        | Livia Drusa        |             |             |                                    |                                    |                                    |                                    |                                    |                                    |               |               | Quintus Servilius Caepio (1) | Quintus Servilius Caepio (1) | Quintus Servilius Caepio (1) | Quintus Servilius Caepio (1) | Quintus Servilius Caepio (1) | Quintus Servilius Caepio (1) |                         |                         |                          |                          |                          |                          |                          |                          |              |              | Marcus Livius Drusus            | Marcus Livius Drusus            | Marcus Livius Drusus            | Marcus Livius Drusus            | Marcus Livius Drusus            | Marcus Livius Drusus            |                        |                        |                        |                        |  |  |  |  |  |  |  |  |  |  |  |  |  |  |  |  |  |  |  |  |  |  |
|  |  |                     |                     |                     |                     | Marcus Porcius Cato (2)        | Marcus Porcius Cato (2)        | Marcus Porcius Cato (2)        | Marcus Porcius Cato (2)        | Marcus Porcius Cato (2)        | Marcus Porcius Cato (2)        |                |                |                                |                                |                                |                                |                                |                                |                          |                          |                          |                          |                      |                      | Livia Drusa          | Livia Drusa          | Livia Drusa        | Livia Drusa        | Livia Drusa        | Livia Drusa        |             |             |                                    |                                    |                                    |                                    |                                    |                                    |               |               | Quintus Servilius Caepio (1) | Quintus Servilius Caepio (1) | Quintus Servilius Caepio (1) | Quintus Servilius Caepio (1) | Quintus Servilius Caepio (1) | Quintus Servilius Caepio (1) |                         |                         |                          |                          |                          |                          |                          |                          |              |              | Marcus Livius Drusus            | Marcus Livius Drusus            | Marcus Livius Drusus            | Marcus Livius Drusus            | Marcus Livius Drusus            | Marcus Livius Drusus            |                        |                        |                        |                        |  |  |  |  |  |  |  |  |  |  |  |  |  |  |  |  |  |  |  |  |  |  |
|  |  |                     |                     |                     |                     |                                |                                |                                |                                |                                |                                |                |                |                                |                                |                                |                                |                                |                                |                          |                          |                          |                          |                      |                      |                      |                      |                    |                    |                    |                    |             |             |                                    |                                    |                                    |                                    |                                    |                                    |               |               |                              |                              |                              |                              |                              |                              |                         |                         |                          |                          |                          |                          |                          |                          |              |              |                                 |                                 |                                 |                                 |                                 |                                 |                        |                        |                        |                        |  |  |  |  |  |  |  |  |  |  |  |  |  |  |  |  |  |  |  |  |  |  |
|  |  |                     |                     |                     |                     |                                |                                |                                |                                |                                |                                |                |                |                                |                                |                                |                                |                                |                                |                          |                          |                          |                          |                      |                      |                      |                      |                    |                    |                    |                    |             |             |                                    |                                    |                                    |                                    |                                    |                                    |               |               |                              |                              |                              |                              |                              |                              |                         |                         |                          |                          |                          |                          |                          |                          |              |              |                                 |                                 |                                 |                                 |                                 |                                 |                        |                        |                        |                        |  |  |  |  |  |  |  |  |  |  |  |  |  |  |  |  |  |  |  |  |  |  |
|  |  | Atilia (1)          | Atilia (1)          | Atilia (1)          | Atilia (1)          | Atilia (1)                     | Atilia (1)                     |                                |                                | Caton d'Utique                 | Caton d'Utique                 | Caton d'Utique | Caton d'Utique | Caton d'Utique                 | Caton d'Utique                 |                                |                                | Marcus Junius Brutus (1)       | Marcus Junius Brutus (1)       | Marcus Junius Brutus (1) | Marcus Junius Brutus (1) | Marcus Junius Brutus (1) | Marcus Junius Brutus (1) |                      |                      | Servilia Caepionis   | Servilia Caepionis   | Servilia Caepionis | Servilia Caepionis | Servilia Caepionis | Servilia Caepionis |             |             | Decimus Junius Silanus (2)         | Decimus Junius Silanus (2)         | Decimus Junius Silanus (2)         | Decimus Junius Silanus (2)         | Decimus Junius Silanus (2)         | Decimus Junius Silanus (2)         |               |               | Servilia la Jeune            | Servilia la Jeune            | Servilia la Jeune            | Servilia la Jeune            | Servilia la Jeune            | Servilia la Jeune            |                         |                         | Quintus Servilius Caepio | Quintus Servilius Caepio | Quintus Servilius Caepio | Quintus Servilius Caepio | Quintus Servilius Caepio | Quintus Servilius Caepio |              |              | Marcus Livius Drusus Claudianus | Marcus Livius Drusus Claudianus | Marcus Livius Drusus Claudianus | Marcus Livius Drusus Claudianus | Marcus Livius Drusus Claudianus | Marcus Livius Drusus Claudianus |                        |                        |                        |                        |  |  |  |  |  |  |  |  |  |  |  |  |  |  |  |  |  |  |  |  |  |  |
|  |  | Atilia (1)          | Atilia (1)          | Atilia (1)          | Atilia (1)          | Atilia (1)                     | Atilia (1)                     |                                |                                | Caton d'Utique                 | Caton d'Utique                 | Caton d'Utique | Caton d'Utique | Caton d'Utique                 | Caton d'Utique                 |                                |                                | Marcus Junius Brutus (1)       | Marcus Junius Brutus (1)       | Marcus Junius Brutus (1) | Marcus Junius Brutus (1) | Marcus Junius Brutus (1) | Marcus Junius Brutus (1) |                      |                      | Servilia Caepionis   | Servilia Caepionis   | Servilia Caepionis | Servilia Caepionis | Servilia Caepionis | Servilia Caepionis |             |             | Decimus Junius Silanus (2)         | Decimus Junius Silanus (2)         | Decimus Junius Silanus (2)         | Decimus Junius Silanus (2)         | Decimus Junius Silanus (2)         | Decimus Junius Silanus (2)         |               |               | Servilia la Jeune            | Servilia la Jeune            | Servilia la Jeune            | Servilia la Jeune            | Servilia la Jeune            | Servilia la Jeune            |                         |                         | Quintus Servilius Caepio | Quintus Servilius Caepio | Quintus Servilius Caepio | Quintus Servilius Caepio | Quintus Servilius Caepio | Quintus Servilius Caepio |              |              | Marcus Livius Drusus Claudianus | Marcus Livius Drusus Claudianus | Marcus Livius Drusus Claudianus | Marcus Livius Drusus Claudianus | Marcus Livius Drusus Claudianus | Marcus Livius Drusus Claudianus |                        |                        |                        |                        |  |  |  |  |  |  |  |  |  |  |  |  |  |  |  |  |  |  |  |  |  |  |
|  |  |                     |                     |                     |                     |                                |                                |                                |                                |                                |                                |                |                |                                |                                |                                |                                |                                |                                |                          |                          |                          |                          |                      |                      |                      |                      |                    |                    |                    |                    |             |             |                                    |                                    |                                    |                                    |                                    |                                    |               |               |                              |                              |                              |                              |                              |                              |                         |                         |                          |                          |                          |                          |                          |                          |              |              |                                 |                                 |                                 |                                 |                                 |                                 |                        |                        |                        |                        |  |  |  |  |  |  |  |  |  |  |  |  |  |  |  |  |  |  |  |  |  |  |
|  |  |                     |                     |                     |                     |                                |                                |                                |                                |                                |                                |                |                |                                |                                |                                |                                |                                |                                |                          |                          |                          |                          |                      |                      |                      |                      |                    |                    |                    |                    |             |             |                                    |                                    |                                    |                                    |                                    |                                    |               |               |                              |                              |                              |                              |                              |                              |                         |                         |                          |                          |                          |                          |                          |                          |              |              |                                 |                                 |                                 |                                 |                                 |                                 |                        |                        |                        |                        |  |  |  |  |  |  |  |  |  |  |  |  |  |  |  |  |  |  |  |  |  |  |
|  |  | Marcus Porcius Cato | Marcus Porcius Cato | Marcus Porcius Cato | Marcus Porcius Cato | Marcus Porcius Cato            | Marcus Porcius Cato            |                                |                                | Porcia Catonis                 | Porcia Catonis                 | Porcia Catonis | Porcia Catonis | Porcia Catonis                 | Porcia Catonis                 |                                |                                |                                |                                |                          |                          | Marcus Junius Brutus     | Marcus Junius Brutus     | Marcus Junius Brutus | Marcus Junius Brutus | Marcus Junius Brutus | Marcus Junius Brutus |                    |                    | Junia Prima        | Junia Prima        | Junia Prima | Junia Prima | Junia Prima                        | Junia Prima                        |                                    |                                    | Junia Secunda                      | Junia Secunda                      | Junia Secunda | Junia Secunda | Junia Secunda                | Junia Secunda                |                              |                              | Marcus Aemilius Lepidus      | Marcus Aemilius Lepidus      | Marcus Aemilius Lepidus | Marcus Aemilius Lepidus | Marcus Aemilius Lepidus  | Marcus Aemilius Lepidus  |                          |                          | Junia Tertia             | Junia Tertia             | Junia Tertia | Junia Tertia | Junia Tertia                    | Junia Tertia                    |                                 |                                 | Gaius Cassius Longinus          | Gaius Cassius Longinus          | Gaius Cassius Longinus | Gaius Cassius Longinus | Gaius Cassius Longinus | Gaius Cassius Longinus |  |  |  |  |  |  |  |  |  |  |  |  |  |  |  |  |  |  |  |  |  |  |
|  |  | Marcus Porcius Cato | Marcus Porcius Cato | Marcus Porcius Cato | Marcus Porcius Cato | Marcus Porcius Cato            | Marcus Porcius Cato            |                                |                                | Porcia Catonis                 | Porcia Catonis                 | Porcia Catonis | Porcia Catonis | Porcia Catonis                 | Porcia Catonis                 |                                |                                |                                |                                |                          |                          | Marcus Junius Brutus     | Marcus Junius Brutus     | Marcus Junius Brutus | Marcus Junius Brutus | Marcus Junius Brutus | Marcus Junius Brutus |                    |                    | Junia Prima        | Junia Prima        | Junia Prima | Junia Prima | Junia Prima                        | Junia Prima                        |                                    |                                    | Junia Secunda                      | Junia Secunda                      | Junia Secunda | Junia Secunda | Junia Secunda                | Junia Secunda                |                              |                              | Marcus Aemilius Lepidus      | Marcus Aemilius Lepidus      | Marcus Aemilius Lepidus | Marcus Aemilius Lepidus | Marcus Aemilius Lepidus  | Marcus Aemilius Lepidus  |                          |                          | Junia Tertia             | Junia Tertia             | Junia Tertia | Junia Tertia | Junia Tertia                    | Junia Tertia                    |                                 |                                 | Gaius Cassius Longinus          | Gaius Cassius Longinus          | Gaius Cassius Longinus | Gaius Cassius Longinus | Gaius Cassius Longinus | Gaius Cassius Longinus |  |  |  |  |  |  |  |  |  |  |  |  |  |  |  |  |  |  |  |  |  |  |
|  |  |                     |                     |                     |                     |                                |                                |                                |                                |                                |                                |                |                |                                |                                |                                |                                |                                |                                |                          |                          |                          |                          |                      |                      |                      |                      |                    |                    |                    |                    |             |             |                                    |                                    |                                    |                                    |                                    |                                    |               |               |                              |                              |                              |                              |                              |                              |                         |                         |                          |                          |                          |                          |                          |                          |              |              |                                 |                                 |                                 |                                 |                                 |                                 |                        |                        |                        |                        |  |  |  |  |  |  |  |  |  |  |  |  |  |  |  |  |  |  |  |  |  |  |
|  |  |                     |                     |                     |                     |                                |                                |                                |                                |                                |                                |                |                |                                |                                |                                |                                |                                |                                |                          |                          |                          |                          |                      |                      |                      |                      |                    |                    |                    |                    |             |             | une descendante de Pompée et Sylla | une descendante de Pompée et Sylla | une descendante de Pompée et Sylla | une descendante de Pompée et Sylla | une descendante de Pompée et Sylla | une descendante de Pompée et Sylla |               |               | Marcus Æmilius Lepidus Minor | Marcus Æmilius Lepidus Minor | Marcus Æmilius Lepidus Minor | Marcus Æmilius Lepidus Minor | Marcus Æmilius Lepidus Minor | Marcus Æmilius Lepidus Minor |                         |                         |                          |                          |                          |                          |                          |                          |              |              |                                 |                                 |                                 |                                 |                                 |                                 |                        |                        |                        |                        |  |  |  |  |  |  |  |  |  |  |  |  |  |  |  |  |  |  |  |  |  |  |
|  |  |                     |                     |                     |                     |                                |                                |                                |                                |                                |                                |                |                |                                |                                |                                |                                |                                |                                |                          |                          |                          |                          |                      |                      |                      |                      |                    |                    |                    |                    |             |             | une descendante de Pompée et Sylla | une descendante de Pompée et Sylla | une descendante de Pompée et Sylla | une descendante de Pompée et Sylla | une descendante de Pompée et Sylla | une descendante de Pompée et Sylla |               |               | Marcus Æmilius Lepidus Minor | Marcus Æmilius Lepidus Minor | Marcus Æmilius Lepidus Minor | Marcus Æmilius Lepidus Minor | Marcus Æmilius Lepidus Minor | Marcus Æmilius Lepidus Minor |                         |                         |                          |                          |                          |                          |                          |                          |              |              |                                 |                                 |                                 |                                 |                                 |                                 |                        |                        |                        |                        |  |  |  |  |  |  |  |  |  |  |  |  |  |  |  |  |  |  |  |  |  |  |
|  |  |                     |                     |                     |                     |                                |                                |                                |                                |                                |                                |                |                |                                |                                |                                |                                |                                |                                |                          |                          |                          |                          |                      |                      |                      |                      |                    |                    |                    |                    |             |             |                                    |                                    |                                    |                                    |                                    |                                    |               |               |                              |                              |                              |                              |                              |                              |                         |                         |                          |                          |                          |                          |                          |                          |              |              |                                 |                                 |                                 |                                 |                                 |                                 |                        |                        |                        |                        |  |  |  |  |  |  |  |  |  |  |  |  |  |  |  |  |  |  |  |  |  |  |
|  |  |                     |                     |                     |                     |                                |                                |                                |                                |                                |                                |                |                |                                |                                |                                |                                |                                |                                |                          |                          |                          |                          |                      |                      |                      |                      |                    |                    |                    |                    |             |             |                                    |                                    |                                    |                                    |                                    |                                    |               |               |                              |                              |                              |                              |                              |                              |                         |                         |                          |                          |                          |                          |                          |                          |              |              |                                 |                                 |                                 |                                 |                                 |                                 |                        |                        |                        |                        |  |  |  |  |  |  |  |  |  |  |  |  |  |  |  |  |  |  |  |  |  |  |
|  |  |                     |                     |                     |                     |                                |                                |                                |                                |                                |                                |                |                |                                |                                |                                |                                |                                |                                |                          |                          |                          |                          |                      |                      |                      |                      |                    |                    |                    |                    |             |             | Manius Aemilius Lepidus            | Manius Aemilius Lepidus            | Manius Aemilius Lepidus            | Manius Aemilius Lepidus            | Manius Aemilius Lepidus            | Manius Aemilius Lepidus            |               |               | Aemilia Lepida II            | Aemilia Lepida II            | Aemilia Lepida II            | Aemilia Lepida II            | Aemilia Lepida II            | Aemilia Lepida II            |                         |                         |                          |                          |                          |                          |                          |                          |              |              |                                 |                                 |                                 |                                 |                                 |                                 |                        |                        |                        |                        |  |  |  |  |  |  |  |  |  |  |  |  |  |  |  |  |  |  |  |  |  |  |

Légende :
(1) : premier époux ou épouse
(2) : second époux ou épouse
pointillés : fils adoptif
italique : assassin de César

### Œuvres
- Traité de la Vertu de Marcus Junius Brutus (ce manuscrit n'a pu être retrouvé)

### Film
- Brutus (Bruto), film muet en noir et blanc italien, sorti en 1911 et réalisé par Enrico Guazzoni, avec Amleto Novelli dans le rôle de Brutus ;
- Jules César (Julius Cæsar) est un film américain réalisé par Joseph Leo Mankiewicz, d'après la pièce de William Shakespeare, sorti en 1953, avec James Mason dans le rôle de Brutus, et Marlon Brando dans celui de Marc-Antoine ;
- Cléopâtre, film américain réalisé par Joseph Leo Mankiewicz et sorti en 1963, avec Kenneth Haigh dans le rôle de Brutus
- Rome, série télévisée de 2005, avec Tobias Menzies dans le rôle de Brutus ;
- Empire (mini-série), avec James Frain dans le rôle de Brutus.
- Brutus vs César est une comédie française, réalisée par Kheiron qui joue également le rôle de Brutus, sortie en 2020.

### Jeu-vidéo
Dans le jeu vidéo Assassin's Creed: Brotherhood figure une petite histoire annexe sous la forme d’une énigme du manuscrit de Romulus écrite par Brutus qui révèle que César était en réalité un pion de l'Ordre des Anciens et que Brutus et les conspirateurs ont été membres du Liberalis Circulum. Plus tard Dans Assassin's Creed Origins, Brutus et Cassius font partie des premiers assassins entrainés par Aya et participent à l’assassinat de Jules César.